# Rico Lebrun
Rico Lebrun (Napoli, 10 dicembre 1900 – Malibu, 9 maggio 1964) è stato un pittore e scultore italiano.

## Biografia
Nato a Napoli da una madre spagnola e padre francese, di professione bancario, conseguì il diploma di scuola superiore a diciassette anni, quindi si arruolò come militare nella prima guerra mondiale. Dopo essere stato congedato,  frequentò lezioni all'Accademia di belle arti di Napoli. Essendo impiegato come illustratore in una fabbrica di vetrate, nel 1924 fu inviato dalla sua ditta per lavoro negli USA, a Springfield, e da lì, una volta terminato il suo contratto, si trasferì a New York, dove lavorò come illustratore di moda in varie riviste tra le quali Vogue, Fortune e The New Yorker. 
Tornò varie volte in Italia e nel 1930 rimase due anni: studiò le tecniche rinascimentali degli affreschi a Roma con Silvio Galimberti e a Orvieto i suoi studi si concentrarono sulle pitture di Luca Signorelli.
Tornato negli Stati Uniti, insegnò in diversi college come docente ospite e, nel 1936 iniziò a insegnare alla New York Art Students' League. Nello stesso anno, fu incaricato insieme al suo amico Lewis Rubenstein (che aveva studiato con lui in Italia l'arte dell'affresco) di realizzare una pittura murale al Fogg Art Museum intitolata Hunger March, che è ispirata alla marcia della fame a Washington del 1932, e ritrae la manifestazione e le azioni della polizia che si verificarono contro i partecipanti. L'opera è stata poi distaccata e spostata per lavori ed esposta alla Stanza 1320, Livello 1, dell'Harvard Art Museums e valse a Lebrun una borsa di studio Guggenheim nel 1936.
Trasferitosi in California nel 1938, Lebrun insegnò al Chouinard Art Institute e poi ai Disney Studios, dove lavorò con gli animatori alla creazione della figura di Bambi. Dal 1947 al 1950, l'artista si dedicò con oltre duecento bozzetti preparatori a un ciclo della Crocifissione, esposta alla Syracuse University Art Galleries.
Nel 1952 insegnò per due anni in Messico a San Miguel de Allende, accostandosi alle tecniche di Picasso e Goya, Dopo il suo ritorno a Los Angeles si dedicò a una serie di dipinti sull'Olocausto, ispirato da quattro foto pubblicate su US Camera Annual del 1946. Nel 1958, Lebrun insegnò a Yale e l'anno successivo fu pittore in residenza all'American Academy a Roma. Quando tornò nel sud della California nel 1960, iniziò a lavorare all'affresco sulla Genesi che si trova sulla parete interna dell'ingresso sud della Frary Hall al Pomona College. In tutta la sua opera, fortemente figurativa, quindi religiosa in un'epoca non religiosa, si rileva un distacco dalle tendenze stilistiche degli artisti della sua epoca e questo fece di Lebrun una figura controversa e solitaria. "Quel che ho da dire, lo dico con Sartre, Kafka, Camus... nel bel mezzo del disastro, agisci come se potessi riparare quel disastro ogni giorno".
Sue opere si trovano in esposizione permanente al Museum of Modern Art.

## Archivio
La Collezione Rico Lebrun si trova presso la Syracuse University. Carteggi donati dalla moglie Constance Crown nel 1974 e nel 1976 sono depositati presso la Smithsonian Institution, alcuni dei quali sono stati microfilmati.

## Libri e cataloghi (parziale)
- Rico Lebrun: Drawings, Berkeley University of California Press, 1961
- Paintings and drawings of the crucifixion, 1950
- In the meridian of the heart : selected letters of Rico Lebrun, David R. Godine, 2000